# Der Wohlstand der Nationen

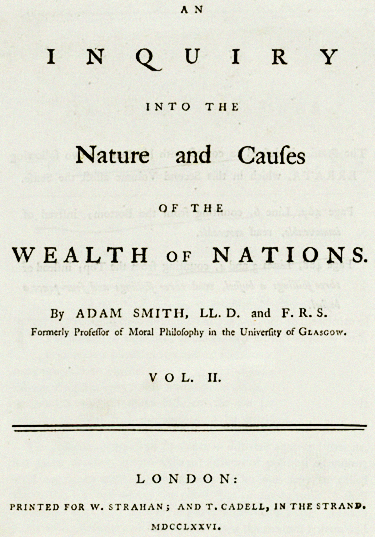
Titelseite von Adam Smiths Hauptwerk (1776)

Der Wohlstand der Nationen (vollständiger englischer Titel: An Inquiry into the Nature and Causes of the Wealth of Nations) ist das am 9. März 1776 erschienene Hauptwerk des schottischen Ökonomen Adam Smith. Es entstand als Kontrapunkt zum bis dahin wirtschaftspolitisch vorherrschenden Merkantilismus, wie er von den damaligen europäischen Großmächten praktiziert wurde. Smiths Werk gilt als das grundlegende Werk der Wirtschaftswissenschaft, die sich erst in der Folgezeit als eigenständige Wissenschaftsdisziplin etablierte, und markiert sowohl den Beginn der klassischen Nationalökonomie als auch parallel des Wirtschaftsliberalismus.
Smith entwickelt in seinem Werk keine eigene geschlossene Theorie. Der Wohlstand der Nationen ist zum Großteil als Zusammenfassung der wirtschaftstheoretischen Erkenntnisse zahlreicher liberaler Vordenker zu verstehen. Es erfuhr ein großes Echo durch nachfolgende Ökonomen wie David Ricardo, Thomas Robert Malthus und Karl Marx. Heute ist das Werk vorrangig durch die Metapher der unsichtbaren Hand (englisch invisible hand) und das damit behauptete Prinzip bekannt, obwohl diese tatsächlich nur nebenbei von Smith erwähnt wurde. Zudem wird das Zitat meist aus dem eigentlichen Kontext gerissen. Smith bezog sich mit seinem Begriff der unsichtbaren Hand lediglich auf die Unterstützung der heimischen Industrie („the support of domestic industry“) im Gegensatz zum Import von Gütern. Er sagt in diesem Zusammenhang, dass der Unternehmer im Zuge der Unterstützung der heimischen Industrie durch die Maximierung des Gesamteinkommens, basierend auf seiner unternehmerischen Tätigkeit, nur nach seinem eigenen Profit strebe und nicht nach der Förderung des Gemeinwohls, welche lediglich ein Nebeneffekt seiner Gewinnmaximierung sei. Heruntergebrochen auf das grundlegende Konzept wird mit Smiths Werk heute die Forderung danach verbunden, dass sich der Staat aus der Wirtschaft heraushalten solle („Der Staat ist ein schlechter Unternehmer“) und sich hingegen darauf beschränken solle, die innere und äußere Sicherheit, sowie die Rechtssicherheit in seinem Wirtschaftsraum sicherzustellen, um den Unternehmern die ungehinderte Führung ihres jeweiligen Wirtschaftsbetriebes dort zu ermöglichen (siehe dazu: Nachtwächterstaat). Daraus leitet sich heute gemäß der neoklassischen Sichtweise die Forderung nach jedweder Deregulierung der Märkte ab, um den Unternehmen möglichst viele Freiheiten zu gewähren.

## Geschichte

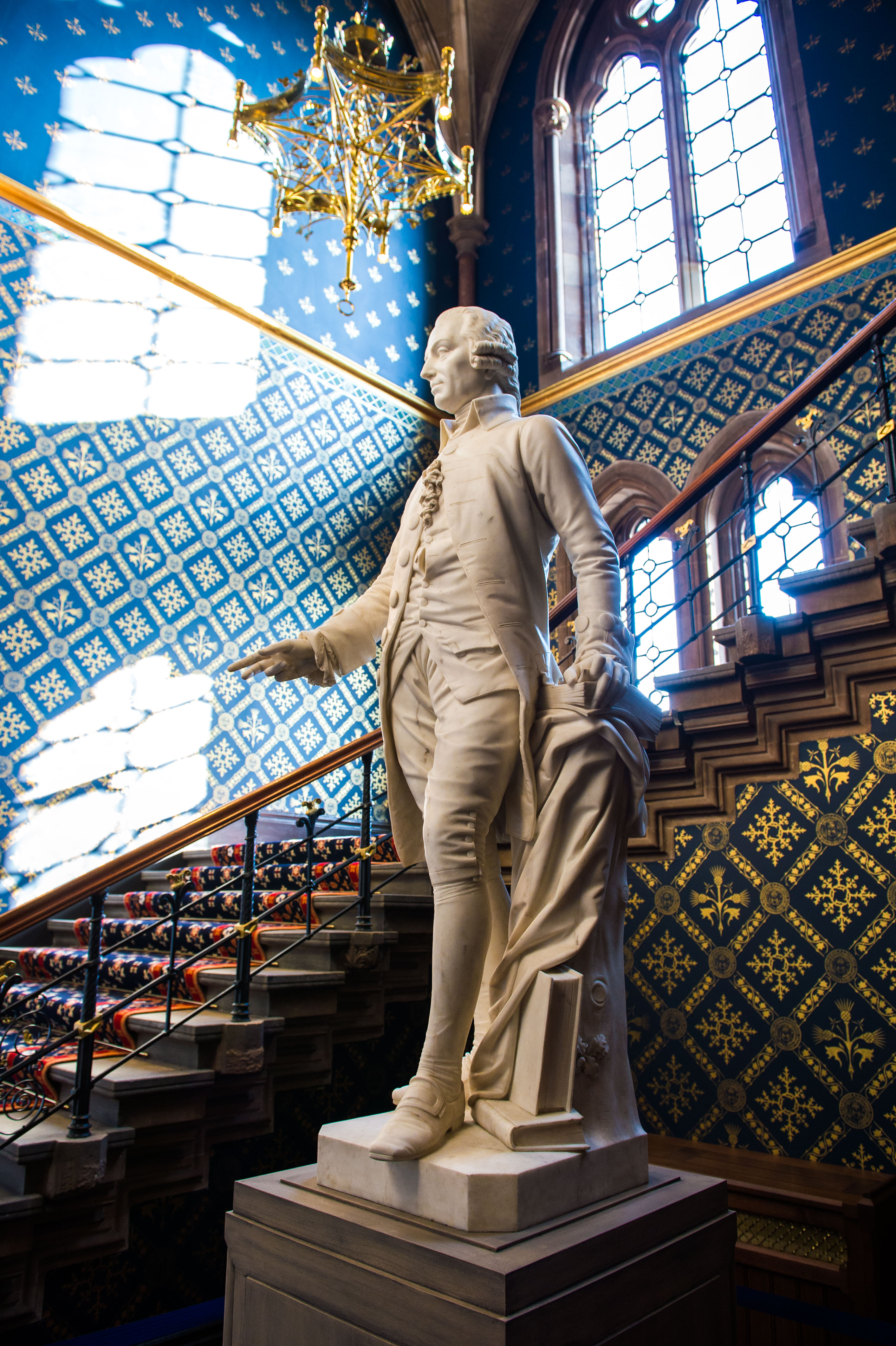
Statue von Adam Smith in der Adam Smith Business School, Glasgow.

Der Wohlstand der Nationen wurde am 9. März 1776 publiziert, während der Periode der schottischen Aufklärung. Das Werk beeinflusste viele folgende Autoren und Ökonomen, sowie Regierungen und Organisationen. Der Wohlstand der Nationen war der Hauptbezugspunkt für Debatten in Politischer Ökonomie für die nächsten 150 Jahre. Der amerikanische Gründervater Alexander Hamilton etwa, setzte sich sehr kritisch mit Smiths Gedanken auseinander. Hamilton war stark beeinflusst von den Gedanken des französischen Finanzministers Jean-Baptiste Colbert und Smith wandte sich mit dem Wohlstand der Nationen unter anderem gegen die Gedanken von Colbert.
Der Wohlstand der Nationen war das Resultat vieler Diskussionen und Debatten über die ökonomischen und sozialen Entwicklungen des 17. Jahrhunderts und der beginnenden industriellen Revolution. Das Werk versuchte, eine theoretische Reflexion der sich verändernden ökonomischen Verhältnisse zu liefern. Das Ziel war dabei, die vorherrschenden merkantilischen und physiokratischen ökonomischen Theorien zu ersetzen. Unabhängig von seinem historischen Einfluss, stellt das Werk einen klaren Paradigmenwechsel in der ökonomischen Wissenschaft dar, der vergleichbar ist mit Sir Issac Newtons Principia Mathematica für die Physik, Antoine Lavoisiers Traité Élémentaire de Chimie für die Chemie, oder Charles Darwins Über die Entstehung der Arten für die Biologie.
Fünf Editionen des Wohlstands der Nationen wurden zu Lebzeiten Smiths aufgelegt: in 1776, 1778, 1784, 1786 und 1789. Zahlreiche Editionen erschienen nach Smiths Tod im Jahre 1790. Um die Veränderungen des Buches besser nachvollziehen zu können, hat ein Team unter Edwin Cancan die ersten fünf Ausgaben zusammengestellt und 1904 mit Anmerkungen publiziert. Zwischen der ersten und zweiten Auflage bestehen nur geringe Differenzen. Aber zwischen der zweiten und dritten Auflage bestehen große Unterschiede. 1784 publizierte Smith einen ausführlichen Anhang mit dem Titel Additions and Corrections to the First and Second Editions of Dr. Adam Smith’s Inquiry into the Nature and Causes of the Wealth of Nations. Außerdem wurde eine neue 3-bändige Ausgabe publiziert, die alle Änderungen beinhaltete. Unter anderem enthielten die Änderungen völlig neue Kapitel, etwa im Buch 4, Kapitel 4 und 5, sowie Buch 5 Kapitel 1. Die vierte Auflage unterschied sich nur geringfügig von der dritten und auch die fünfte Auflage enthielt nur geringfügige Korrekturen von Rechtschreibfehlern.

## Entstehung
Adam Smith begann seine Arbeit am Wohlstand der Nationen im Jahre 1764. Zu dieser Zeit war er der Tutor des jungen Duke of Buccleugh, wofür ihm eine großzügige, lebenslange Rente versprochen wurde. Anlässlich einer Grand Tour, einer langen Reise durch Europa mit seinem Schüler, verbrachte er achtzehn Monate in Toulouse, eingeladen durch den Abt Seignelay Colbért. Smith sprach kaum Französisch, und die meisten Schriftsteller und Philosophen, die er in Toulouse erwartete, waren nicht in der Stadt, sodass er sich bald langweilte. In einem Brief teilte er David Hume mit, dass er begonnen habe, ein Buch zu schreiben, um sich die Zeit zu vertreiben. Smith hatte an diesem Projekt gearbeitet, seit er Professor für politische Ökonomie an der University of Glasgow war. Am Ende seines ersten Buches der Theorie der ethischen Gefühle, einem Werk der Moralphilosophie das ihn bekannt machte, finden sich bereits Andeutungen.
Ende 1764 überzeugte er auf einer Versammlung der Staaten (Assemblée d’états) des Languedoc in Montpellier, der liberalsten Region Frankreichs des Ancien Régime, die Anwesenden vom freien Getreidehandel. Er besuchte auch die Schweiz, wo er Voltaire traf. Später reiste er nach Paris, wo ihn sein Freund, der Philosoph David Hume, mit den wichtigsten Salons der Stadt bekannt machte. Dort diskutierte Smith mit den Physiokraten François Quesnay und Turgot, sowie mit Benjamin Franklin, Diderot, d’Alembert, Condillac und Necker, mit denen er jahrelang Kontakt hielt.
Nach seiner Rückkehr ins Königreich Großbritannien im Jahr 1766 verfügte Smith über ein ausreichendes Vermögen, um sich ganz seiner Arbeit zu widmen. Er kehrte nach einigen Monaten in London nach Kirkcaldy zurück. Das Schreiben verlief sehr langsam, teilweise aufgrund von Smiths Gesundheitsproblemen. David Hume wurde ungeduldig und befahl ihm im November 1772 in einem Brief, seine Arbeit vor dem folgenden Herbst zu beenden. 1773 zog Smith nach London, um sein Manuskript fertigzustellen und einen Verlag zu finden. Es dauerte weitere drei Jahre, bis der Wohlstand der Nationen im März 1776 veröffentlicht wurde. Smith wollte sein Buch François Quesnay widmen, doch sein Tod im Jahr 1774 verhinderte dies.

## Inhalt
Der Wohlstand der Nationen ist in fünf Bücher unterteilt:
1. Von den Ursachen für die Steigerung der produktiven Kräfte der Arbeit und von der Regel, nach der ihr Produkt unter die verschiedenen Klassen des Volkes natürlicherweise verteilt wird
2. Natur, Ansammlung und Einsatz des Kapitals
3. Die unterschiedliche Zunahme des Wohlstandes in einzelnen Ländern
4. Systeme der Politischen Ökonomie
5. Die Finanzen des Landesherrn oder des Staates

Das Werk behandelt die grundlegenden Wirkungsmechanismen der verschiedenen Märkte, der Geldwirtschaft, der Produktionsfaktoren und des Außenhandels.
In diesem Werk geht Smith speziell auf die Arbeitsteilung in entstehenden Manufakturen ein und begründet seine Theorien am Beispiel der Stecknadelproduktion in Südengland. In Bezug auf dieses Beispiel wird Smith meistens lediglich zur Begründung der Vorteilhaftigkeit dieser Form der Arbeitsteilung zitiert. Hingegen wird selten darauf hingewiesen, dass Smith in seinem Buch ebenso vor den dramatischen Konsequenzen dieser kleinstteiligen Arbeit warnt, nämlich vor einer Verdummung der Arbeiter durch die ständige Wiederholung der immer selben Handgriffe.

## Rezeption

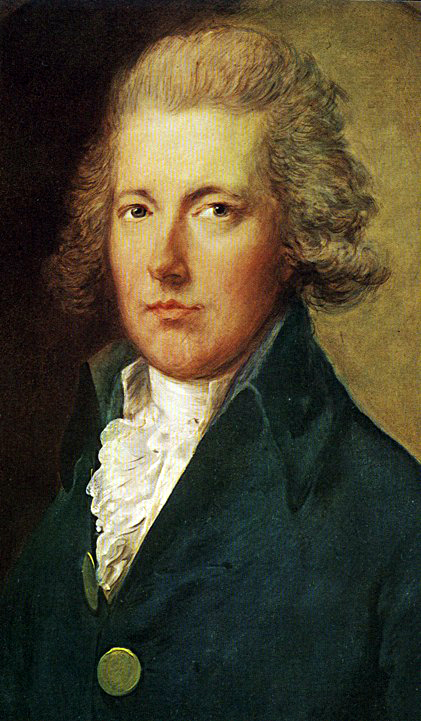
William Pitt der Jüngere war ein großer Anhänger Adam Smiths.

Die erste Ausgabe wurde am 9. März 1776 in London von Strahan und Cadell veröffentlicht. Die zweibändige Ausgabe kostete ein Pfund und sechzehn Schilling. Nach seinem Erscheinen wurde das Buch in Rezensionen von David Hume, Samuel Johnson und Edward Gibbon gelobt. Es war nach sechs Monaten ausverkauft. Die insgesamt fünf zu Lebzeiten von Smith publizierten Auflagen entsprachen einer Gesamtauflage von 5000 Exemplaren. In dieser Zeit werden auch Übersetzungen ins Dänische (1779–1780), Französische (1778–1779, 1781) und Deutsche (1776–1778) veröffentlicht. Die Übertragung ins Deutsche erfolgte dabei durch Johann Friedrich Schiller, einem Cousin des Dichters Friedrich Schiller.
In Großbritannien fand das Werk große Resonanz und hatte einen unmittelbaren Einfluss auf die britische Wirtschaftspolitik. Bereits 1777 führte Lord North zwei Steuern ein, die Smith in seinem Werk propagierte: eine auf Dienstboten und eine andere auf bei Auktionen verkaufte Waren. Das britische Budget für 1778 enthielt zwei weitere von Smith empfohlene Steuern: auf Wohnraum und auf Malz. In der Folgezeit wurde Smith zu einem gefragten Berater für verschiedene Politiker. 1784 wurde Smith als Wirtschaftsexperte durch Charles James Fox vor das britische Parlament geladen. Der Premierminister William Pitt der Jüngere wandte Smiths Prinzipien bei der Verhandlung des Freihandelsvertrags von Eden-Rayneval an, der 1786 mit Frankreich geschlossen wurde. Der Act of Union 1800 mit Irland entstand  ebenfalls aus diesem Einfluss. Pitt war bestrebt, „Irland von seinem veralteten System von Verboten zu befreien“.
In Frankreich erfolgte die erste Erwähnung des Wohlstands der Nationen in einer Rezension im Journal des sçavans, das 1777 veröffentlicht wurde. Die erste Übersetzung wurde 1778–1779 in Den Haag veröffentlicht, der Übersetzer ist unbekannt. Es folgten weitere Übersetzungen – dennoch fanden Smiths Ideen zunächst wenig Anklang in Frankreich. Dies änderte sich jedoch, als sie von Jean-Baptiste Say aufgenommen und weiterentwickelt wurden, beginnend mit seinem Traité d’économie politique von 1803. Napoleon Bonaparte, der den Wohlstand der Nationen an der Militärschule las, soll dadurch in seinen wirtschaftlichen Überzeugungen geformt worden sein: starke Währung, stabiler Zinssatz, Kontrolle der öffentlichen Ausgaben, Verweigerung des Rückgriffs auf Schulden, außer in Notfällen und Verzicht auf eine direkte Beteiligung des Staates am Handel.
Smiths Werk fand in Deutschland trotz der sehr frühen Übersetzung (noch im Erscheinungsjahr der engl. Ausgabe) erst keine Verbreitung. Zwar war seine Theorie der ethischen Gefühle breit diskutiert worden, jedoch blieb dies dem Wohlstand der Nationen lange Zeit verwehrt. 1794 erfolgte eine weitere Übersetzung durch Christian Garve. Später brachte der Göttinger Historiker und Ökonom Georg Friedrich Sartorius (1765–1828) eine zusammenfassende Darstellung von Smiths Ideen unter dem Titel Handbuch der Staatswirthschaft heraus. Dadurch setzte um 1800 eine nennenswerte Rezeption von Smiths Werk ein – 25 Jahre nach Erscheinen des Wohlstands der Nationen und etwa 10 Jahre nach Smiths Tod. So rezipierte auch Goethe Adam Smiths Ideen, indem er auf die Arbeit von Sartorius zurückgriff. Später erschienen weitere Übersetzungen, unter anderem die von Max Stirner (1806–1856) in zwei Bänden 1846/1847, welche vier Auflagen erfuhr. Nach der Kritik an der von Horst C. Recktenwald getätigten Übersetzung von 1974 wurde die „Inquiry...“ von Adam Smith 1999 entlang des Originals von 1776 von Monika Streissler neu übersetzt.

## Ausgaben
Englische Ausgaben (Auswahl)
- Smith, Adam (1776), An Inquiry into the Nature and Causes of the Wealth of Nations.[23]
- Smith, Adam (1776), An Inquiry into the Nature and Causes of the Wealth of Nations.[24]
- Band I und II online bei archive.org
- Digitalisate (beide 1776):[25]
  - Band I
  - Band II

Deutsche Ausgaben (unter anderem):
- Smith, Adam (1776): Untersuchungen der Natur und Ursachen von Nationalreichthümern. Übersetzt von Friedrich Schiller. Verlag Weidmann und Reich, Leipzig.
- Smith, Adam (1794/96): Untersuchung über die Natur und die Ursachen des Nationalreichthums. Übersetzt von Christian Garve. Verlag W. G. Korn, Breslau. Ebenso Auflagen 1799, 1810, 1814.
- Smith, Adam (1846/47): Untersuchungen über das Wesen und die Ursachen des Nationalreichtums. Übersetzt von Max Stirner, Verlag Wigand, Leipzig. Ebenso Auflagen 1910, 1920, 1924 (Hg. J. Jastrow) u. 1924 (Hg. H. Schmidt).
- Smith, Adam (1878): Untersuchung über das Wesen und die Ursachen des Volkswohlstandes. Übersetzt von F. Stöpel, Expedition des Merkur, Berlin. Zweite Auflage bearbeitet von R. Prager, Berlin 1906. Hiervon die Onlineausgabe: Band 1–2, Band 3–4.
  - Neu aufgelegt als gedrucktes Exemplar mit einer Einführung von Horst Claus Recktenwald, Verlag Zweitausendeins, Frankfurt am Main 2009, ISBN 978-3-86150-955-4.
- Smith, Adm (1908/23): Eine Untersuchung über Natur und Wesen des Volkswohlstandes. Unter Zugrundelegung der Übersetzung von Max Stirner, aus dem englischen Original nach der 4. Aufl. 1786, ins Deutsche übertragen von Ernst Grünfeld, eingeleitet von Heinrich Waentig. Gustav Fischer Verlag Jena. Weitere Ausgaben 1920, 1923, 1926.[26]
- Smith, Adam (1963/68): Eine Untersuchung über das Wesen und die Ursachen des Reichtums der Nationen. Übersetzt und hrsg. von Peter Thal. Akademieverlag Berlin. Ebenso Auflagen 1975 u. 1984.
- Smith, Adam (1974): Der Wohlstand der Nationen : eine Untersuchung seiner Natur und seiner Ursachen. Aus d. Engl. übertr. u. mit e. Würdigung von Horst Claus Recktenwald. [nach der 5. engl. Aufl. von 1789] Beck, München, ISBN 978-3-406-05393-1. (danach zahlreiche Neuauflagen).
- Smith, Adam (1999): Untersuchung über Wesen und Ursachen des Reichtums der Völker. Übersetzt von Monika Streissler, with an introduction by Erich W. Streissler. Verlag Wirtschaft und Finanzen Düsseldorf.

## Sekundärliteratur
- Föllinger, Sabine: Der Einfluß der stoischen Philosophie auf die Grundlagen der modernen Wirtschaftstheorie bei Adam Smith. In: Barbara Neymeyr, Jochen Schmidt, Bernhard Zimmermann (Hrsg.): Stoizismus in der europäischen Philosophie, Literatur, Kunst und Politik. Eine Kulturgeschichte von der Antike bis zur Moderne. Band 2. de Gruyter, Berlin u. a. 2008, ISBN 978-3-11-020405-6, S. 1063–1079.
- Harold B. Jones: Marcus Aurelius, the Stoic Ethic, and Adam Smith. In: Journal of Business Ethics. Bd. 95, Nr. 1, 2010, S. 89–96, doi:10.1007/s10551-009-0349-9.